# Gonatas intermedius
Gonatas intermedius là một loài bọ cánh cứng trong họ Passalidae. Loài này được Hincks miêu tả khoa học năm 1938.